# Zázrivá
Zázrivá je obec na Slovensku v okrese Dolný Kubín. Žije v ní přibližně 2 500 obyvatel.

## Historie
Vesnice byla založena jako Valašská obec na panství Oravského hradu. První písemná zmínka je z roku 1556. Tehdy měla Zázrivá podle soupisů 150 až 200 obyvatel. Obyvatelé se v těch časech na léto stěhovali se stády do hor, ale postupně se rodiny usazovaly právě na těch místech, kde byly v létě, a tak vznikly dnešní osady Zázrivé jako Ráztoky, Havrania, Petrová, Bílá a další. V roce 1615 byly určeny definitivně hranice Zázrivé. Za panování krále Ludvíka II. Jagellonského během jeho dětských let vládl na Oravě magistr Donco.
Během kuruckých válek vesnice velmi zpustla a postupně jí zrušili i veškeré výsady. V roce 1747 byl založen Farní úřad. V roce 1791 postaven první zděný římskokatolický kostel na místě, kde stál původně dřevěný, který byl postaven v roce 1705, později byl rozebrán a prodán do Žaškova.
Až v roce 1871 byl vytvořen Urbárský spolek, neboť lidé neměli na vykoupení se z poddanství dostatek prostředků. V roce 1785 bylo v Zázrivé 2030 obyvatel, v roce 1828 2600 obyvatel, později jejich počet klesal v důsledku epidemií a vystěhovalectví. V roce 1829 to bylo 2598 lidí a v sedmdesátých letech 20. století byla Zázrivá největší obcí na Oravě, měla přes 4100 obyvatel. Pak počet obyvatel klesl asi na polovinu.
Během slovenského národního povstání byla v obci partyzánská základna, na níž přistáli rozličné jednotky výsadkové partyzánské skupiny. Obec byla osvobozena 5. dubna 1945.

## Přírodní poměry
Obec se nachází v nadmořské výšce 600 metrů na rozhraní pohoří Malá Fatra a Oravská Magura. Rozkládá na ploše 67,25 km². Do katastrálního území obce zasahuje národní park Malá Fatra a nachází se v něm maloplošná chráněná území nebo jejich části: Javorinka, Minčol, Rozsutec, Bôrická mláka, Dubovské lúky a Paráč.

## Korbáčik
Zázrivský korbáčik se může vyrábět pouze na území obce.

## Části obce
- Biela
- Demkovská
- Dolina
- Grúne
- Havrania
- Končitá
- Kozinská
- Petrová
- Plešivá
- Ráztoky
- Zázrivá-Stred

## Pamětihodnosti
Kostel Nanebevzetí Panny Marie dal postavit v roce 1928 tehdejší kněz a děkan Jan Briššák (1. dubna 1866 – 2. ledna 1928), který tehdy působil v Zázrivé. Pocházel z Rabče a dokončení stavby se už nedožil. Kostel byl dostavěn v roce 1933 a byl vysvěcen na svátek Nanebevzetí Panny Marie 15. srpna 1934. V té době ve farnosti působili kněží Kočiš a kaplan Balara. Kostel je postaven v moderním stylu se zachovalými liniemi románského slohu. Je vybaven oltářem, v té době největším na Oravě, který byl dovezen z Tyrolska.

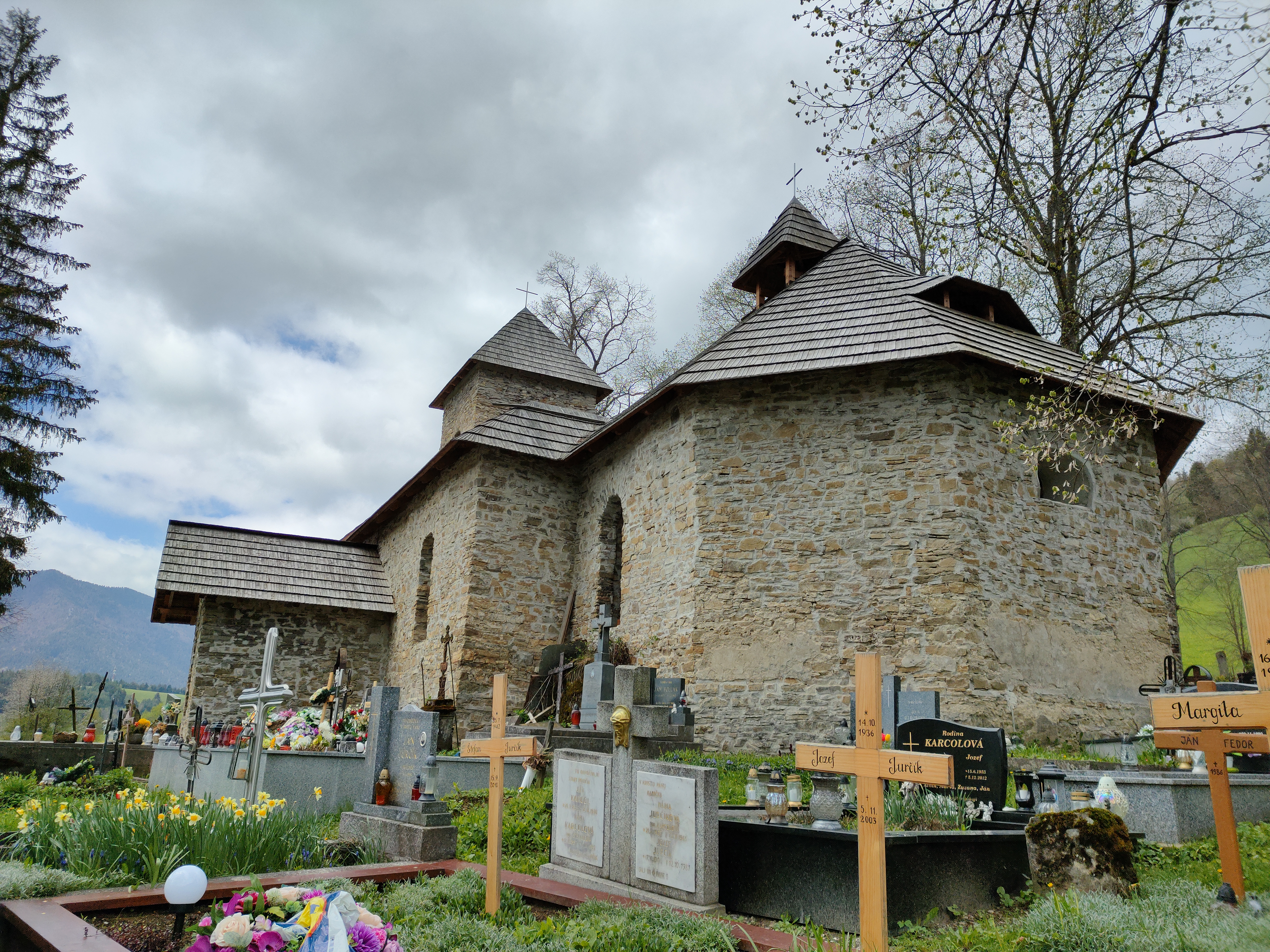
Kostel Všech svatých na hřbitově v Zázrivé

Na okraji vesnice u hřbitov stojí kostel Všech svatých. První dřevěný kostel byl postaven v roce 1705. Tento stál údajně v Ústředí na začátku Doliny na vršku (nynější název Kostelec) a byl prodán do Žaškova. Na jeho místě byl roku 1720 postaven zděný kostelík. Se stavbou dalšího zděného kamenného kostela v Zázrivé se započalo v roce 1791 a dokončen byl v roce 1796. Byl postaven v pozdně raně-barokním stylu na pozemku starého hřbitova. Kostel se skládal z lodi, sakristie a malé předsíně, která zároveň tvořila hlavní vchod. Do sakristie se vcházelo přes hlavní vchod. Na boku lodě, v blízkosti hlavního oltáře byly po obou stranách dvě malá okna. V horní části zaklenutá do půlkruhu. V blízkosti vchodu na věž bylo ještě jedno okno. Celkově měl kostel tři vchody. Kromě hlavního oltáře, byly ještě dva boční oltáře. Na hlavním oltáři byla socha Božského Srdce Ježíšova, v životní velikosti. V pozadí toho celého, byl asi dva a půl metru vysoký obraz, dosahující až po strop, v bohatě zdobeném rámu. Na jeho bocích byly ve středu umístění andělé. Obraz znázorňoval v horní části sv. Trojici, nebe, anděly, a v dolní části svatých: Papeže s tříramenným křížem, a věřící lid. V blízkosti levého oltáře byla sakristie, z níž se vycházelo na kazatelnu. V přední části kostela se nacházela jedna zpovědnice a socha svatého Antona. V kostele stály dvě řady lavic. Dlažba byla kamenná. Strop byl jednoduchý dřevěný. Křížová cesta se v kostele nenacházela. Na chór byl přístup jak zvenčí, tak z kostela. Chór vedl od bočního vchodu a končil naproti němu. Na věži byly tři zvony. Požár vznikl v pozdním odpoledni v sobotu 8. srpna 1934. Obyvatelé byli roztroušeni po loukách, protože ještě sušili seno a žeň ještě nezačala. Proto se pozdě začalo hasit. Už se zaměřili jen na záchranu zvonů. Během spouštění zvonů z věže jim jeden praskl a druhý roztál. Zachránil se pouze jeden zvon. Také byla zachráněna i socha sv. Antona, která byla v životní velikosti. Na poslední chvíli ji vynesl tehdejší varhaník a učitel Štefan Magúth. Kostel byl podpálen úmyslně dvěma občany Zázrivé. Provedli to na objednávku místního podnikatele, který vlastnil nákladní dopravu a obchod s petrolejem. Od té doby ruiny kostela chátrají. V roce 1968 byly pokusy místního administrátora Albína Senaja (1936–1999), dát obnovit kostel celkovou rekonstrukcí, ale přišla do toho normalizace a již nikdo se nepokusil znovu kostel opravit.

## Společnost
V obci Zázrivá se natáčel film Želary.